# قرار مجلس الأمن التابع للأمم المتحدة رقم 1918
قرار مجلس الأمن التابع للأمم المتحدة رقم 1918، الذي تم اتخاذه بالإجماع في 27 أبريل 2010، بعد التذكير بالقرارات 1814 (2008) و1816 (2008) و1838 (2008) و1844 (2008) و1846 (2008) و1851 (2008) و1897 ( 2008) بشأن الصومال، دعا المجلس الدول إلى تجريم القرصنة في قوانينها الوطنية.
وظل مجلس الأمن يشعر بالقلق إزاء التهديد الذي تمثله القرصنة والسطو المسلح ضد السفن على الوضع في الصومال والدول المجاورة والشحن الدولي. كما أعيد التأكيد على اتفاقية الأمم المتحدة لقانون البحار وكذلك الحاجة إلى معالجة المشاكل الناجمة عن القدرة المحدودة للنظام القضائي في الصومال والدول المجاورة لمقاضاة الأشخاص المشتبه في تورطهم في القرصنة بشكل فعال. وفي هذا الصدد، كان مكتب الأمم المتحدة المعني بالمخدرات والجريمة وفريق الاتصال المعني بالقرصنة قبالة سواحل الصومال ومنظمات دولية أخرى تساعد في تعزيز النظم القضائية في الصومال وكينيا وسيشيل وبلدان أخرى في المنطقة من أجل القراصنة المدانين.
ورحب القرار بالجهود التي يبذلها الاتحاد الأوروبي وحلف شمال الأطلسي ودول أخرى تعمل بصفتها الوطنية لجهودها لقمع أعمال القرصنة بالتعاون مع الحكومة الاتحادية الانتقالية قبالة سواحل الصومال. تم الإشادة بجهود كينيا وسيشيل ودول أخرى بعد محاكمة القراصنة في بلدانهم، بما يتفق مع القانون الإنساني الدولي. وثارت مخاوف من إطلاق سراح بعض القراصنة المشتبه بهم دون مواجهة العدالة، بسبب عدم اليقين بشأن من يمكنه مقاضاتهم.
في الجزء الثاني من القرار، الذي رعته روسيا،  أكد المجلس مجددًا أن الإخفاق في مقاضاة المسؤولين عن أعمال القرصنة يقوض جهود مكافحة القرصنة من قبل المجتمع الدولي. تمت مطالبة الدول بتجريم القرصنة في قوانينها الوطنية واحتجاز ومحاكمة القراصنة المشتبه بهم قبالة سواحل الصومال وفقًا للقانون الدولي لحقوق الإنسان. وأشاد المجلس بالتقدم المحرز في تنفيذ مدونة جيبوتي لقواعد السلوك في المنظمة البحرية الدولية، كما دعا المجلس المشاركين إلى تنفيذها بالكامل في أقرب وقت ممكن. أخيرًا، طُلب من الأمين العام بان كي مون في غضون ثلاثة أشهر تقديم تقرير عن الخيارات المتاحة لمحاكمة وسجن المسؤولين عن القرصنة والسطو المسلح، بما في ذلك إمكانية إنشاء محكمة إقليمية أو دولية.